# Monterchi
Monterchi là một đô thị ở tỉnh Arezzo trong vùng Toscana, tọa lạc khoảng 80 km về phía đông nam của Florence và khoảng 20 km về phía đông của Arezzo. Tại thời điểm ngày 31 tháng 12 năm 2004, đô thị này có dân số 1.844 người và diện tích là 28,7 km².

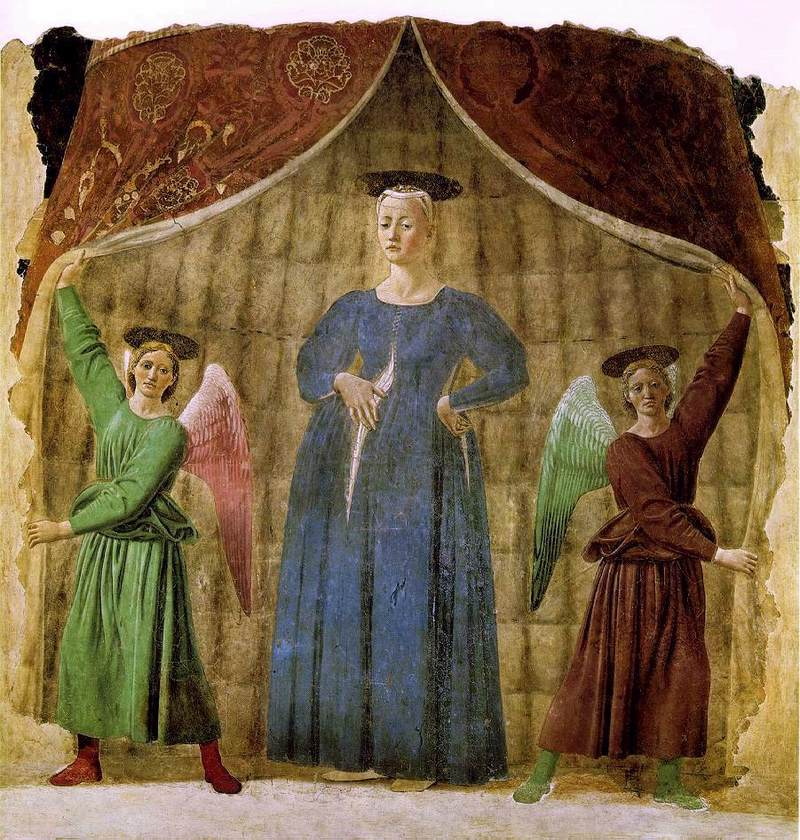
Piero della Francesca's Madonna del Parto. Museo della Madonna del Parto, Monterchi.

Monterchi giáp các đô thị sau: Anghiari, Arezzo, Citerna, Città di Castello, Monte Santa Maria Tiberina.